# وودن هيل (باركشير)
وودن هيل (بالإنجليزية: Wooden Hill)‏ هي قرية تقع في المملكة المتحدة في جنوب شرق إنجلترا.